# Kenia Os

Firma di Kenia Os

Kenia Os, pseudonimo di Kenia Guadalupe Flores Osuna (Mazatlán, 15 luglio 1999), è una cantante, imprenditrice e youtuber messicana.

## Biografia
Salita alla ribalta come youtuber, ha fatto l'esordio nel mondo musicale nel 2018 pubblicando Por siempre sotto la Lizos Music. Successivamente viene pubblicato l'EP Canciones pa' mi ex, Vol.1, anticipato dall'EP En vivo; allo stesso tempo, Kenia Os ha ricevuto due MTV Millennial Awards.
Nel settembre 2021 si è tenuto il concerto virtuale MelanKOS, che ha registrato oltre 150 000 spettatori. Nello stesso anno è entrata a far parte della Sony Entertainment México, etichetta che ha lanciato l'album in studio d'esordio Cambios de Luna. A supporto del disco, è stata imbarcata una tournée a livello nazionale.
Malas decisiones, traccia tratta dal secondo LP K23, ha scalato la Mexico Songs fino al 12º posto ed è stata certificata diamante dalla Asociación Mexicana de Productores de Fonogramas y Videogramas. Un ulteriore ingresso in top 20 nella classifica messicana di Billboard è stato ottenuto con Por dentro (2023), una collaborazione con Rels B. Il cortometraggio Universo K23 è stato candidato per un Latin Grammy.
Nell'aprile 2024 viene pubblicato il suo terzo LP, dal titolo Pink Aura; il progetto, certificato oro per le 70 000 unità equivalenti, è stato promosso dagli inediti Kitty, F* Off, VIP e Mama rica, e dall'omonima tournée statunitense.

## Discografia

### Album in studio
- 2022 – Cambios de Luna
- 2022 – K23
- 2024 – Pink Aura

### Album dal vivo
- 2025 – La OG

### EP
- 2019 – En vivo
- 2020 – Canciones pa' mi ex, Vol.1

### Singoli
- 2018 – Por siempre
- 2018 – Kenia Roast Yourself
- 2018 – Bonita
- 2019 – 11:11 (con Kid Gallo)
- 2019 – Energía
- 2019 – Mentiroso
- 2019 – Delito
- 2019 – Otra igual (con Bhavi e CashWeapon)
- 2020 – Escríbeme
- 2020 – Diamantes (feat. Gera MX)
- 2020 – Cocteles
- 2020 – Tercera noche
- 2020 – Supernova (con Alan Jacques)
- 2020 – Dinero
- 2020 – Fuentes de Ortíz
- 2020 – Como la flor
- 2020 – Tsunami
- 2021 – Me dolió (con Alan Jacques, Amador e Kid Gallo)
- 2021 – Toketeo (con i Ghetto Kids e Malo)
- 2021 – Contigo si (con Leon Leiden)
- 2021 – La noche
- 2022 – Joder (con Snow Tha Product)
- 2022 – Plutón (con i CNCO)
- 2022 – Todo my love
- 2022 – Blanca Navidad
- 2023 – Para no verte más (con Thalía)
- 2023 – Rumores (con Gera MX)
- 2023 – Tú sí (con Mar Lucas e Beéle)
- 2023 – Más te va a doler
- 2023 – Ocean (con Boza)
- 2023 – Año sabático
- 2023 – Lovelove U
- 2023 – Ojo x ojo
- 2023 – Por dentro (con Rels B)
- 2024 – Bobo (con Álvaro Díaz)
- 2024 – Tortura
- 2024 – Kitty (con La Joaqui)
- 2024 – F* Off (con Bella Poarch)
- 2024 – VIP (con Villano Antillano)
- 2024 – Mamita rica (con Yeri Mua e i Ghetto Kids)
- 2024 – Siempre que lo beso (con i Miranda!)
- 2024 – Un bezito (con El Malilla)
- 2024 – Flow mamita rica
- 2024 – Replay (con Steve Aoki)
- 2024 – Jackpot (con Belinda)
- 2024 – Tokome
- 2025 – Una nada más (con gli Ángeles Azules)
- 2025 – En 4 (con Anitta)
- 2025 – Bate (con Dennis e Luísa Sonza)

## Tournée
- 2022 – Cambios de Luna tour
- 2023 – K23 Tour
- 2024 – Pink Aura Tour